# Ioan Pușcariu
Ioan Pușcariu (10. října 1824 Sohodol u Brašova – 24. prosince 1911 Sohodol u Brašova) byl rakouský státní úředník, spisovatel a politik rumunské národnosti ze Sedmihradska, v 60. letech 19. století poslanec rakouské Říšské rady.

## Biografie
Působil jako spisovatel. Pocházel z rodiny kněze. Vychodil základní školu. V roce 1834 nastoupil na německou normální školu v Brašově. Po třech letech přešel na katolické gymnázium. Roku 1841 se přestěhoval do Sibině, kde studoval teologii. V letech 1843–1846 studoval lyceum a pak nastoupil na právnickou akademii v Sibini. Podílel se na veřejném dění během revolučního roku 1848. Tehdy si změnil příjmení z rodného Puşcaşiu na tvar Puşcariu. Byl členem stálého rumunského revolučního výboru v Sedmihradsku. V době svého působení v parlamentu se uvádí jako Johann Puscariu, správce komitátu Cetatea de Baltă (Kockelburg).
Počátkem 60. let se s obnovou ústavního systému vlády zapojil i do vysoké politiky. V zemských volbách byl zvolen na Sedmihradský zemský sněm. Působil také coby poslanec Říšské rady (celostátního parlamentu Rakouského císařství), kam ho delegoval Sedmihradský zemský sněm roku 1863 (Říšská rada tehdy ještě byla volena nepřímo, coby sbor delegátů zemských sněmů). 20. října 1863 složil slib, 12. listopadu 1864 opětovně složil slib.